# Aouda Abou Tayi
Aouda Abou Tayi (en arabe : عودة أبو تايه) (né le 17 mai 1874 et mort le 22 juillet 1924), surnommé le Commandant du Peuple ou le Faucon du Désert est le dirigeant de la tribu bédouine d'Arabie des Howeitat au moment de la Grande Révolte arabe pendant la Première Guerre mondiale. Les Howeitat vivent alors dans ce qui est aujourd'hui l'Arabie saoudite et la Jordanie.
Aouda dirige les forces arabes lors de plusieurs batailles, les plus significatives étant la bataille d'Aqaba, où il parvient à capturer la ville en capturant la garnison ottomane, et le siège de Damas, où il prend la ville aux côtés de Fayçal.
Il meurt en 1924 et est enterré à Amman ; il est considéré comme un héros national en Jordanie.
Dans le monde arabe, il est perçu comme un homme généreux et honorable. Cependant, en dehors du monde arabe, il est principalement connu à travers sa représentation  dans le récit du colonel britannique T. E. Lawrence, Les Sept Piliers de la Sagesse, et à travers la représentation romancée de lui dans le film de David Lean, Lawrence d'Arabie. Ces récits, qui le présentent comme un homme cupide sont critiqués par les historiens.

## Biographie

### Jeunesse
Aouda est le fils de Harb Abu Tayi (?-1904),. Il est le quatrième parmi cinq frères et une sœur. Il a une jeunesse difficile.
Il apprend le mode de vie des Bédouins, faisant paître des troupeaux le long des fermes d'abord, puis ailleurs à mesure qu'il grandit. Sa mère est particulièrement sévère ; lors d'une confrontation avec une autre tribu, Aouda, encore enfant, poursuit les assaillants et en tue plusieurs. En revenant au camp, il trouve sa mère, tenant un couteau, lui disant que s'il n'avait pas été courageux, elle se serait coupé le sein qui l'a nourri. En raison de cette éducation, il reste analphabète tout au long de sa vie, ne sachant ni lire ni écrire. Cependant, il a une connaissance précise des traditions coutumières des Bédouins et devient un juge compétent dans les affaires nécessitant des jugements tribaux.
Il se marie relativement tard, vers l'âge de vingt ans, ce qui est peu courant dans la société bédouine à l'époque. Cela est probablement dû au fait qu'il est amoureux d'une femme dans sa jeunesse, et Harb Abu Tayi, son père, refuse de le laisser l'épouser parce que le père de la femme est réputé être un lâche. Plus tard, elle épouse un autre homme, et Aouda se marie à partir de la vingtaine. Cependant, tout au long de sa vie, il envoie des cadeaux à cette femme. Cependant, il refuse d'accepter son offre de divorcer de son mari pour l'épouser lorsqu'elle lui propose plus tard.
Lawrence note que les Jazi Howeitat sont sous la direction de la Maison al Rachid, les émirs de Ha'il, mais se sont depuis fragmentés et qu'Aouda contrôle les Howeitat de l'Est, connus sous le nom d'Abu Tayi. Aouda reprend les revendications de son père, Harb abu Tayi (? – 1904), qui lutte pour la direction de la tribu avec Arar ibn Jazi.

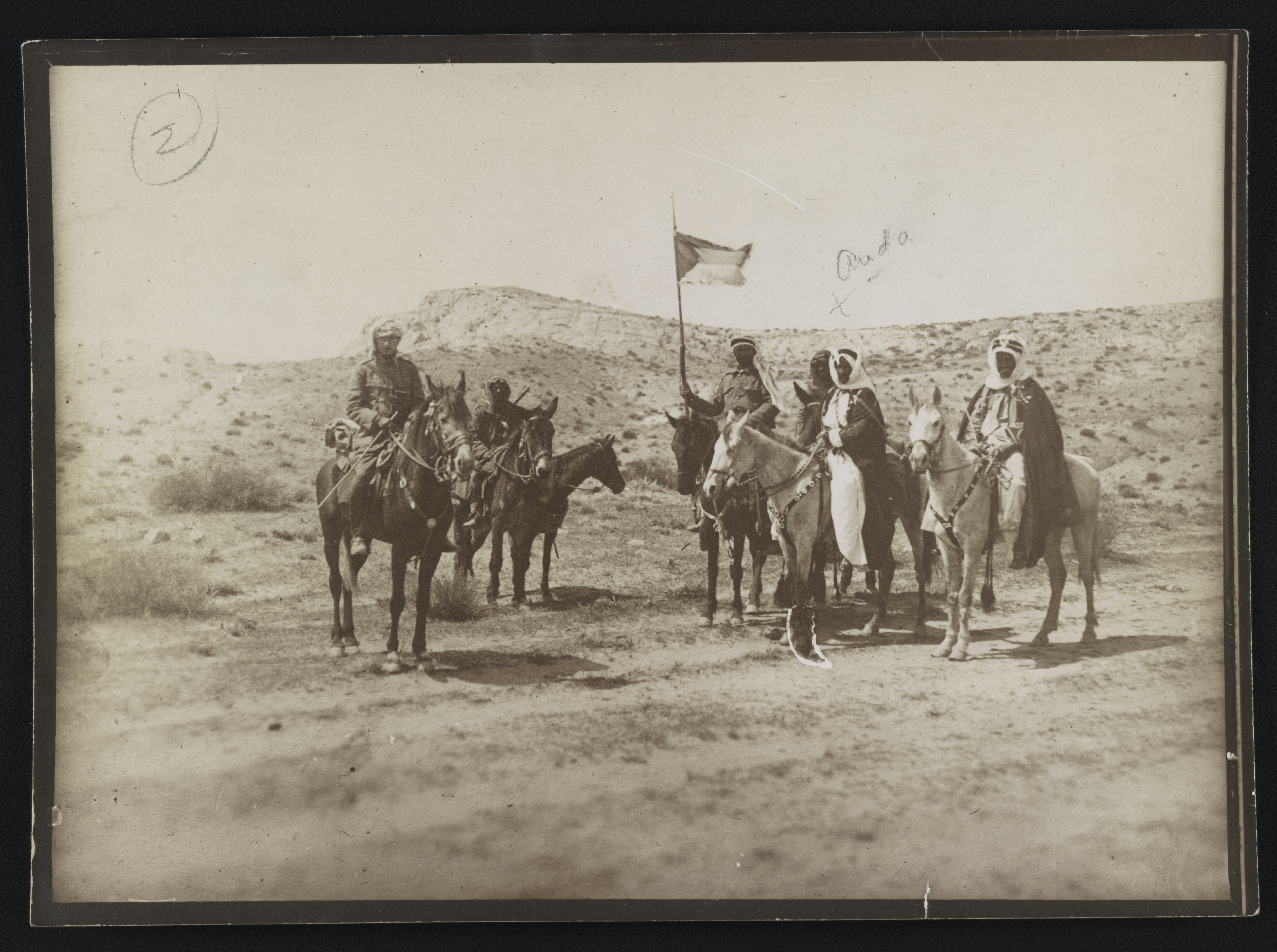
Aouda Abu Tayi (marqué d'un X) offre allégeance à Hussein ben Ali ; un soldat à côté de lui porte le drapeau arabe. (1917)

Aouda et son rival ibn Jazi, le demi-frère d'Arar Abtan, changent le mode de vie de la tribu, autrefois des agriculteurs et des éleveurs de chameaux établis, vers une vie de raids, augmentant considérablement la richesse de la tribu mais introduisant un mode de vie principalement nomade. Les tensions entre eux et l'administration ottomane augmentent après un incident en 1908, lorsque deux soldats sont tués alors qu'ils sont envoyés réclamer le paiement d'une taxe qu'Aouda prétend avoir déjà payée.
Selon l'historien Mahmoud Obeidat, Aouda est le « seul parmi les chefs tribaux que les autorités turques poursuivaient, le seul à avoir rejeté les décisions de l'administration turque et le seul à se considérer nettement supérieur au gouverneur ottoman ».
Selon Suleiman al-Mousa et Mahmoud Krishan, après avoir tué ces deux soldats turcs, la police recherche Aouda. Alors qu'il se dirige secrètement vers Ma'an pour rendre visite à un ami, la police turque reçoit des informations sur sa présence et encercle la maison où il se cache. Indifférent, il se serait levé, aurait pris son petit-déjeuner — malgré les invitations du propriétaire à sortir rapidement par une porte dérobée — et aurait décidé de sortir par la porte principale, saluant les troupes ottomanes venues l'arrêter. De cette manière, il aurait réussi à échapper à la police turque, qui l'aurait laissé passer.
Il a trois fils, le seul survivant, Muhammad, décède en 1987, et on dit qu'il lui a fourni une bonne éducation dans le mode de vie tribal. Il a treize petits-enfants, tous vivant en Jordanie.

### Grande révolte arabe
Au début de la Grande Révolte arabe, il rejoint le Chérif de La Mecque, Hussein ben Ali, aux côtés de la tribu des Howeitat.
Selon plusieurs chercheurs, sa mobilité et sa connaissance du désert, ainsi que celles de sa tribu, sont des facteurs significatifs contribuant au succès de la Révolte arabe, se démarquant comme l'un de leurs atouts,. Lui et ses tribus sont des forces principales dans la prise d'Aqaba (juillet 1917), et de Damas (octobre 1918).

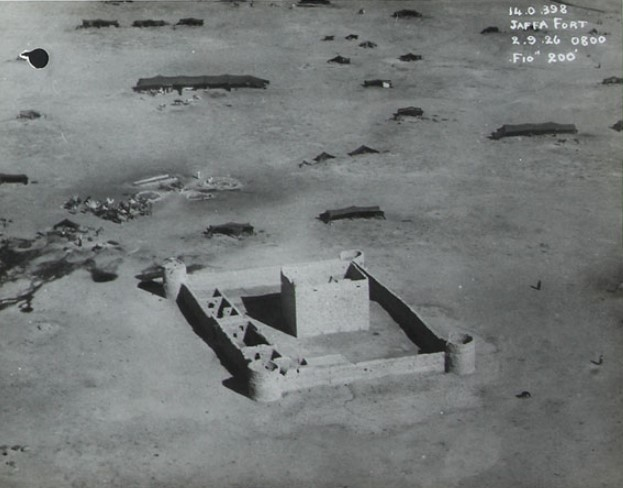
Château d'Al-Jafr en Jordanie, 2023, ce bâtiment est construit par Aouda Abu Tayi après la Première Guerre mondiale. Cependant, il meurt avant la fin de la construction.

Aouda abu Tayi est considéré comme un héros de la révolte arabe. En récompense pour les services rendus, il reçoit une épée des mains de Hussein en signe d'amitié. À propos de son rôle dans la Grande Révolte arabe, il déclare : 
Sur mon corps j'ai vingt-deux blessures, les plus chères étant les dernières blessures, qui sont pour la gloire des Arabes. Je n'hésiterai pas à offrir ce qui reste de mon corps intact à ma nation et à mon peuple, et je jure devant Allah que ce que je dis est un sacrifice.
Il réussit à prendre Alep dans les derniers jours de la Première Guerre mondiale.

### Après-guerre
Il continue les raids ; par exemple, en 1921, il tente une incursion en Irak, parcourant plus de 600 km dans le désert. Cependant, l'expédition tourne au désastre après que leurs ennemis les repèrent près de leur point d'arrivée et commencent à épuiser toutes les réserves d'eau, détruisant toute l'expédition à l'exception d'une petite douzaine de Bédouins, dont Aouda et son fils Muhammad.
Il est profondément choqué par l'occupation franco-britannique des terres arabes. Il aide alors l'armée éphémère de la Syrie hachémite, dirigée par Fayçal. Après l'effondrement du gouvernement arabe à Damas, envahi par la France, Aouda se retire dans le désert, construisant un fort moderne à Al-Jafr à l'est de Ma'an avec des prisonniers de guerre turcs,. Avant qu'il ne soit achevé, cependant, il meurt en 1924 de causes naturelles. Il est enterré à Ras al-Ain, Amman, en Jordanie.
De nos jours, seules des ruines subsistent de sa construction en raison de son emplacement dans le désert et de l'absence d'entretien et de restauration patrimoniaux,.

### Noms
Sa généalogie complète est, en arabe : عودة بن الحرب بن صباح بن فرج بن محمد بن فرج بن فرج بن سلامة بن علوان بن قبال بن حويط بن غازي، المعروف باسم أبو طايء الحويطي (أبو عناد). Romanisé : ʿUdah ibn al-Harb ibn Ṣabāḥ ibn Faraj ibn Muḥammad ibn Faraj ibn Faraj ibn Salāmah ibn ʿAlwan ibn Qābal ibn Huwaiṭ ibn Ghāzī, al-maʿrūf bismi Abu Tayeh al-Huwaītī (Abu Anād). Il reçoit aussi les surnoms de « Commandant du Peuple » et de « Faucon du Désert ».

## Postérité

### Postérité historique
Certains le présentent, en raison du film et dans une moindre mesure du livre de T.E Lawrence, comme un individu fourbe et avide,. Une grande partie de cette présentation moderne semble enracinée dans sa représentation sensationnalisée par Lowell Thomas en tant que prototype de masculinisme anarchique et primitif délibérément opposé à l'idée de 'civilisation' occidentale,.
Cependant, les historiens ont critiqué ces descriptions d'Aouda comme une représentation erronée des Arabes et d'Aouda lui-même,.

### Postérité politique
Il est considéré comme une figure nationale par le peuple jordanien,,.

### Postérité artistique

#### Littérature
Il est une figure importante dans le récit semi-fictionnalisé de Lawrence sur la Révolte arabe, Les Sept Piliers de la Sagesse, qui le présente, ainsi que le peuple arabe, sous des traits stéréotypés,.
Il est décrit comme un homme généreux par Khayr al-Din al-Zirikli dans l'un de ses livres et par Abdal Fattah al-Yaffi dans ses Mémoires,.

### Cinéma
Il est interprété dans le film de David Lean, Lawrence d'Arabie, par Anthony Quinn, un film qui comporte divers stéréotypes contre les Arabes et sa personne. Les descendants d'Aouda sont tellement offensés par la représentation de leur ancêtre qu'ils intentent un procès contre Columbia, les producteurs du film ; le procès est finalement abandonné.
Aouda est également présenté en tant que personnage secondaire dans la pièce de Terence Rattigan sur le thème de Lawrence, Ross.
Il est également incarné dans le film qatari de 2009, Aouda abu Tayeh, qui parle de sa vie en Arabie jusqu'à la Révolte arabe et sa mort. En 2008, une série sur lui est également produite et filmée en Jordanie,.